# William Procter
William Procter era un fabricante de velas y empresario estadounidense, originario del Reino Unido. Fue uno de los cofundadores de Procter & Gamble en 1837, junto con su cuñado James Gamble. 
Procter emigró a Cincinnati en 1832, donde se casó con Olivia Norris y comenzó su negocio. Su suegro, Alexander Norris, lo convenció de asociarse a su cuñado Gamble, que era un fabricante de jabones irlandés, para formar una nueva empresa. El 31 de octubre de 1837, como resultado de la sugerencia, se creó Procter & Gamble.
Su hijo William Alexander Procter y su nieto William Cooper fueron presidentes de la compañía.
- Datos: Q556384